# Pati-erdő
Pati-erdő este o arie protejată (arie specială de conservare — SAC, sit de importanță comunitară — SCI) din Ungaria întinsă pe o suprafață de 332,11 ha, integral pe uscat.

## Localizare
Centrul sitului Pati-erdő este situat la coordonatele 46°22′54″N 17°40′11″E / 46.381667°N 17.669722°E.

## Înființare
Situl Pati-erdő a fost declarat sit de importanță comunitară în mai 2004 pentru a proteja 15 specii de animale. Situl a fost protejat și ca arie specială de conservare în februarie 2010.

## Biodiversitate
Situată în ecoregiunea panonică, aria protejată conține 4 habitate naturale: Păduri aluvionare cu Alnus glutinosa și Fraxinus excelsior (Alno-Padion, Alnion incanae, Salicion albae), Liziere de ierburi înalte hidrofile de câmpie și de nivel montan până la alpin, Păduri ilirice de stejar și carpen (Erythronio-Carpinion), Mlaștini alcaline.
La baza desemnării sitului se află mai multe specii protejate:
- amfibieni (1): buhai de baltă cu burta roșie (Bombina bombina)
- mamifere (3): vidră de râu (Lutra lutra), liliac cu urechi mari (Myotis bechsteinii), liliac comun (Myotis myotis)
- nevertebrate (10): croitorul mare al stejarului (Cerambyx cerdo), Cucujus cinnaberinus, Euplagia quadripunctaria, Hypodryas maturna, rădașcă (Lucanus cervus), fluturele purpuriu (Lycaena dispar), țipar (Misgurnus fossilis), gândacul de apă (Rhysodes sulcatus), Vertigo angustior, Vertigo moulinsiana
- reptile (1): țestoasa de baltă (Emys orbicularis)